# Ski Dubai
Lo Ski Dubai è uno ski-dome, ossia una stazione sciistica al coperto. Si trova all'interno del centro commerciale Mall of the Emirates, uno dei più grandi centri commerciali del mondo, situato a Dubai, negli Emirati Arabi Uniti. È di proprietà della catena Majid Al Futtaim Group, che gestisce anche vari centri commerciali in Medio Oriente.

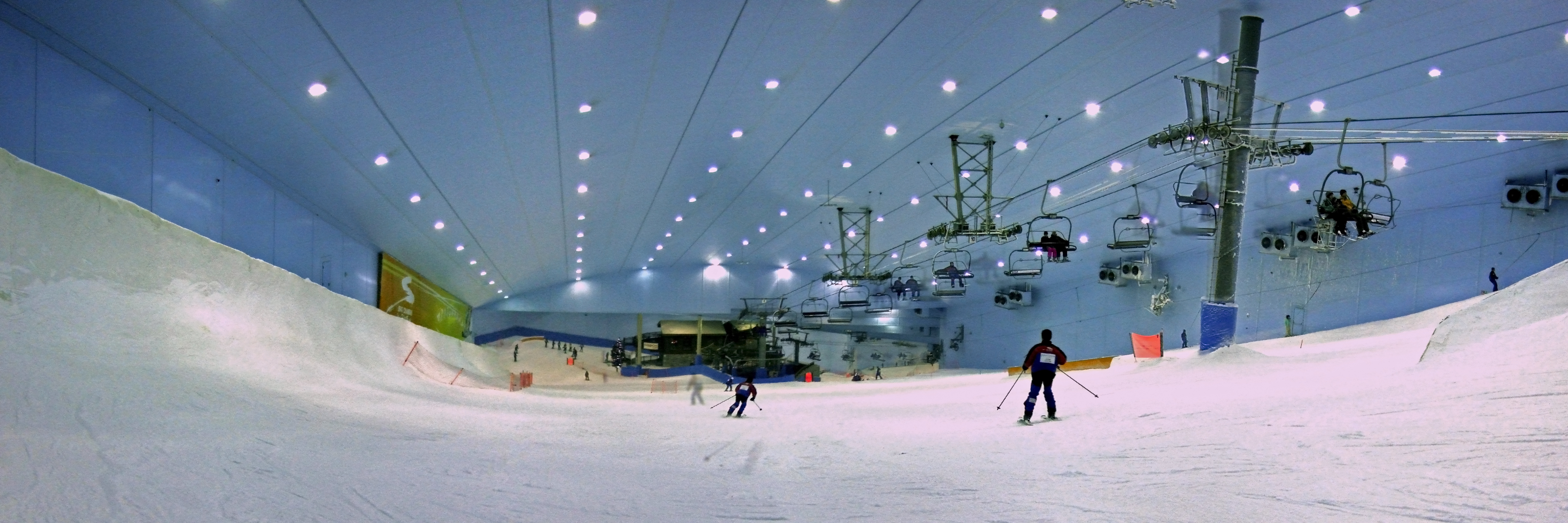
La pista

È l'unica stazione sciistica degli Emirati Arabi Uniti.
Copre una superficie di 22500 metri quadrati su un dislivello di 60 m ed è composta da 5 diverse piste (la più lunga di 400 m) innevate con appositi cannoni sparaneve, ha diverse pendenze e difficoltà servite da una seggiovia.
Vi sono ospitati anche: uno snow park, una pista per slittino, un rifugio in stile alpino, una piccola scuola di sci e snowboard.
Abbigliamento invernale, sci e attrezzatura da snowboard sono inclusi nel prezzo del biglietto.
Un sistema di isolamento estremamente efficiente aiuta a mantenere una temperatura di -1 °C durante il giorno e -6 °C durante la notte (quando la neve viene prodotta).
Nel 2007 Ski Dubai è stato assegnato il Outstanding Achievement Award Thea dal tema Entertainment Association.